# Mírová smlouva ve Stockholmu 1719
Mírová smlouva ve Stockholmu (švédsky Freden i Stockholm), která byla podepsána 9.jul./ 20. listopadu 1719greg. ukončila válečný stav mezi Hannoverským kurfiřtstvím a Švédskou říší v průběhu Třetí severní války (1700 až 1721). Švédsko pokračovalo dále v boji proti ostatním protivníkům.

## Pozadí

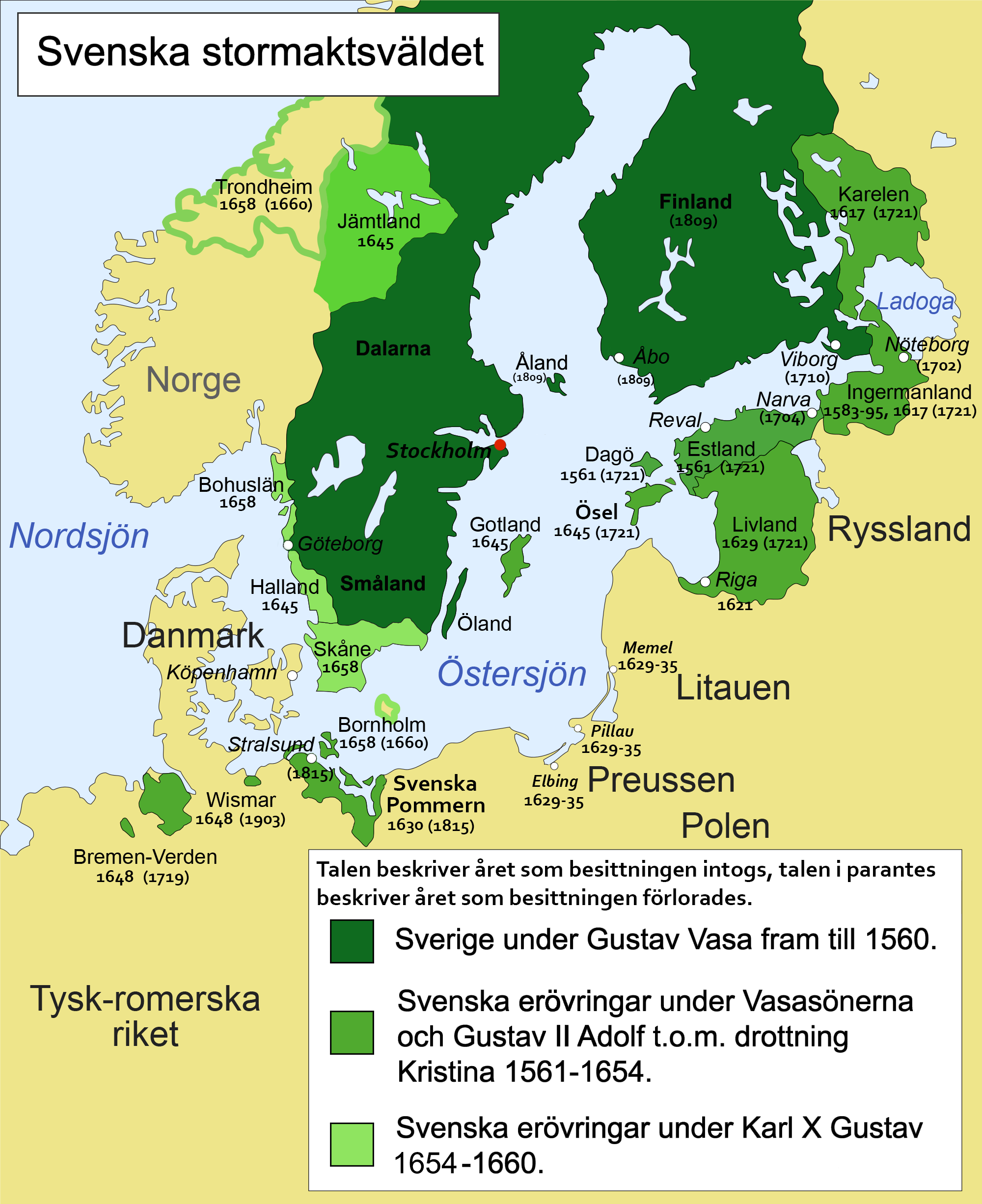
Mapa územních zisků Švédska od roku 1560.

Hannoverské kurfiřtství (oficiální název: německy Kurfürstentum Braunschweig-Lüneburg, hovorově též Hannoverské kurfiřtství, německy Kurfürstentum Hannover či zkráceně Kurhannover)  bylo vtaženo do Velké severní války v roce 1712, kdy Dánské království (kongerikene Danmark og Norge) ve své válce proti Švédsku obsadilo vévodství Brémy a Verden, kterým panoval švédský král. Sousední Hannover (nezávislý stát v rámci německé říše římské) musel zabránit svému odříznutí od přístupu k moři a následně obsadil Verden a malou část Brém poté, co mu Dánsko 2. května 1715 postoupilo území Brém a Verdenu výměnou za finanční náhradu. Takto Hannover vstoupil do spolku protivníků švédského krále (Království Dánsko–Norské, Rusko a Polsko) svým zásahem na severu Svaté říše římské .
Království Velké Británie, které bylo v osobním svazku s Hannoverem (hannoverský kurfiřt Jiří I. se stal od 1. srpna 1714 panovníkem Království Velké Británie a Irského království) se neúčastnilo přímo ve válce, ale nepřímo pomáhalo severským spojencům tím, že ochraňovalo lodní obchod svou vojenskou přítomností v Baltském moři. Když švédský král  Karel XII. obsadil Usedom v dubnu 1715, Prusko jako další stát vstoupilo do války proti Švédsku; v říjnu ho následoval Hannover. Hannover se zúčastnil i vojensky na Pomořanské kampani (útok na švédské území v Pomoří a na Rujáně).  Ačkoli Jiří I. nebyl zapojen do války jako král Velké Británie, ale pouze jako vévoda z Hannoveru, dánská flotila byla podpořena při obléhání Stralsundu osmi britskými loděmi pod velením britského admirála Johna Norrise.
Po smrti švédského krále Karla XII. v roce 1718 během obléhání Frederikshaldu přijalo Švédsko nabídku vyjednávání z Hannoveru. V květnu 1719 začala ve Stockholmu hlavní jednání, která vedla k předběžnému míru 11. července 1719. Následovala další jednání, která byla komplikována různými představami o výši poplatků za převod Bremen–Verdenu, o způsobech nasazení britského královského námořnictva k ochraně Švédska a Baltského moře a majetkových problémech švédských občanů v Bremen–Verdenu.
V září a říjnu 1719 se Angličané spojili se švédskou flotilou, což způsobilo, že Rusko ustoupilo a připravilo tak půdu pro zapojení Ruska do mírové diplomacie. 
Švédsko a Hannover podepsaly tuto první mírovou smlouvu Velké severní války, po níž následovaly další mírové dohody s ostatními válečnými protivníky: roku 1720 s Pruským královstvím a Dánskem-Norskem, 1721 s Ruskem a až roku 1729 s Polsko-litevskou unií.

## Smlouva
Na švédské straně byli pověřenými zástupci pro uzavření smlouvy: říšský rada Gustaf Cronhielm, hrabě Karl Gustav Düker, polní maršál a hrabě Gustaf Adam Taube, guvernér ve Stockholmu, hrabě Magnus de la Gardie, předseda obchodní rady a tajemník Daniel Niklas von Höpken. Na hannoverské straně byl pověřen plukovník Adolf Friedrich von Bassewitz, mimořádný a autorizovaný ministr.
Písemná smlouva byla vyrobena na papíře s podpisem a lakovou pečetí švédského autorizovaného zástupce na černých šňůrkách. Anglický král Jiří I. jako panovník Hannoveru ratifikoval smlouvu 10. srpna 1719 v Herrenhausenu.

## Obsah
- Článek 1: Prohlášení o míru a přátelství. Ukončení nepřátelských činů a používání zbraní.
- Článek 2: Věčné zapomnění a amnestie.
- Článek 3: Potvrzení mírové smlouvy z 22. listopadu 1719. Potvrzení o přidělení vévodství Brémy a Verdenu. Předpisy o kanceláři a městě Wildeshausen. Propuštění Švédska z představenstva Dolnosaského okresu. Osvobození poddaných a obyvatel od jejich povinností vůči Švédsku. Představení nového suveréna a vládce. Feudální ustanovení. Ustanovení o převodu spisů a dokumentů.
- Článek 4: Prohlášení krále Velké Británie jako vévody a kurfiřta Braunschweigu-Lüneburgu o svobodách, právech, majetku, výsadách a vyznávání náboženství.
- Článek 5: Prohlášení o vlastnictví a vlastnická práva.
- Článek 6: Amnestie.
- Článek 7: Ustanovení o zástavě.
- Článek 8: Ustanovení pro pokračování přátelství a spojenectví. Ustanovení o platbách v hotovosti.
- Článek 9: Status vestfálského míru.
- Článek 10: O zárukách.
- Článek 11: Ratifikace.
- Článek 12: Prohlášení o výměně dokumentů.